# Басолт (Колорадо)
Бaсолт (енгл. Basalt) град је у америчкој савезној држави Колорадо.

## Демографија
По попису из 2010. године број становника је 3.857, што је 1.176 (43,9%) становника више него 2000. године.
| Група             | 2000.         | 2010.         |
| Белци             | 2.284 (85,2%) | 2.937 (76,1%) |
| Афроамериканци    | 13 (0,5%)     | 29 (0,8%)     |
| Азијати           | 34 (1,3%)     | 51 (1,3%)     |
| Хиспаноамериканци | 315 (11,7%)   | 783 (20,3%)   |
| Укупно            | 2.681         | 3.857         |